# Mari (pueblo)
Los maris (en mari: мари; en ruso: марийцы, romanizado: mariytsy), también conocidos como cheremises, son un pueblo ugrofinés que vive en las orillas del Volga en la república de Mari-El, en Rusia. La palabra cheremís proviene del chuvasio čaremyš "los combatientes" o bien del tártaro čeremiš "malo").

## Etnónimo e identidad
El nombre étnico mari deriva de la raíz protoindoiranio *márya-, que significa 'humano', literalmente 'mortal, alguien que tiene que morir', lo que indica contactos tempranos entre las lenguas ugrofinesas e indoiranias.

## Historia

### Orígenes

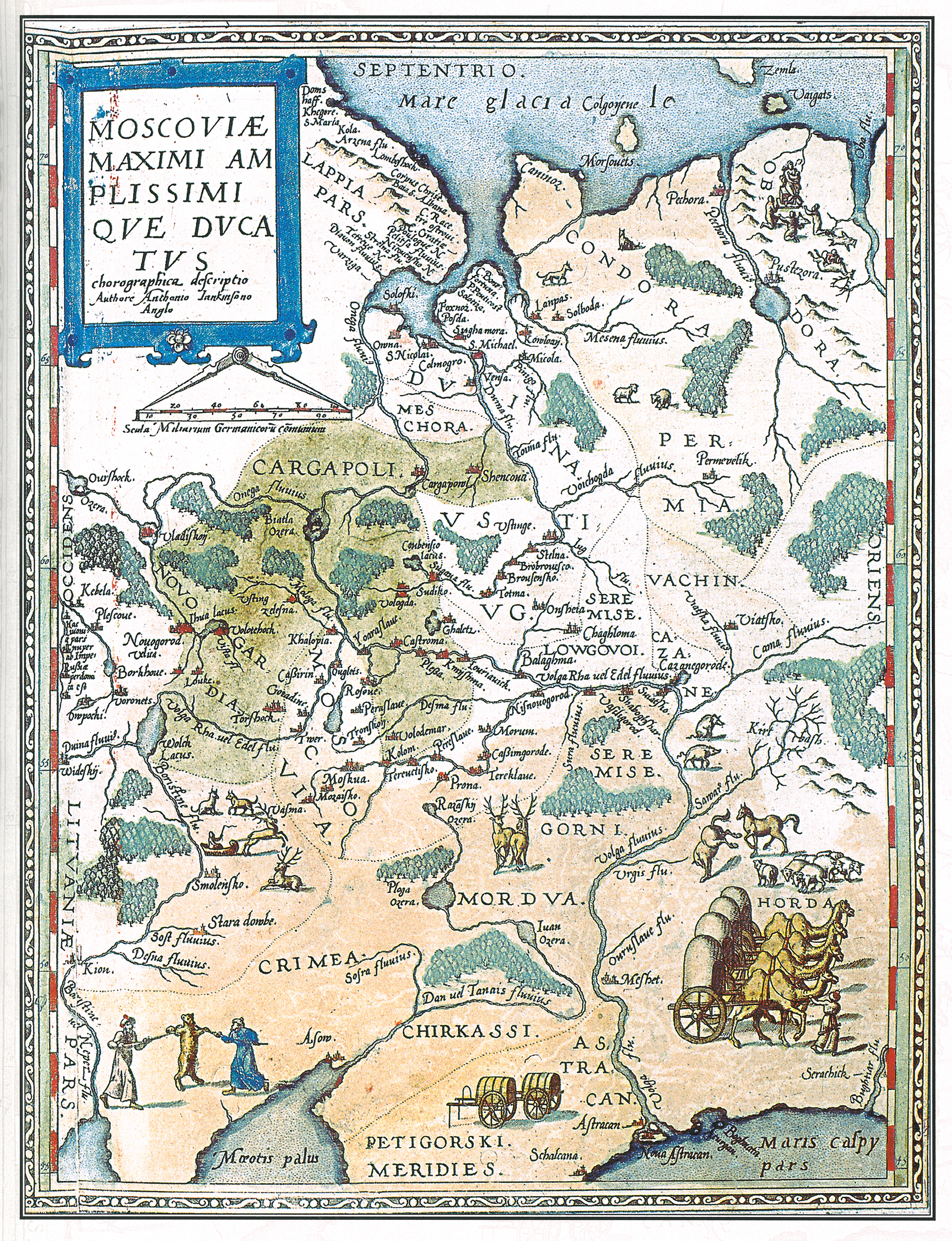
Mapa de la distribución de los mari en 1593.

Entre los siglos V y X se empezó a definir la nacionalidad mari. Físicamente eran más bajos que la media ugrofinesas (1.63 m), cabeza alargada, poco corpulentos, poco vello facial, ojos un poco oblicuos, tono de piel oscuro y nariz achatada, a pesar de que hay muchos rubios y pelirrojos, con el pelo castaño claro o con un tono de piel más claro.
Se dividían en cuatro grupos: los kurku eran agricultores, mientras que los olik eran cazadores y aprovechaban los recursos de los bosques. Como vestimenta típica, llevaban el charpan (pañuelo largo) y el chimachobich (sombrero puntiagudo). Vivían en cabañas de maderas superpuestas en forma de cubo y tejado cónico de paja, que se distinguían entre kûdae (para el verano) y pört (para el invierno), con 10 o 50 por asentamiento. Las bebidas nacionales eran el churbal (leche cocida y enfriada) y el piure (licor de miel).
En su mitología era importante, especialmente, el culto de los difuntos y a la naturaleza (se puede observar en sus nombres para los meses del año -febrero, el mes de las nevadas; mayo, el del arado; abril, el de las lluvias). Tenían 140 divinidades antropomórficas, divididas en yuma (dioses) de la tierra, del agua, el zar (posteriormente), y los keremet (espíritus del bosque, palabra que proviene de karama "milagro"), que eran malos espíritus. También creían en el más allá, y por ese motivo hacían fiestas multitudinarias.
Antiguamente eran polígamos y raptaban las esposas, pero más tarde, debido a la influencia musulmana, las compraban. Las costumbres más características eran el payram (fiesta de primavera) y el haram (floresta sagrada).
Se cree que sean descendientes de los antiguos merjan (meria) que poblaban el curso inferior del río Oká, ocupando el área de los actuales óblast de Vladímir y óblast de Yaroslavl, y que más tarde se expandirían por el óblast de Kostromá, el de Vólogda, Nóvgorod, Riazán y Moscú. A principios del siglo XIX, este territorio se había reducido a la curva del Volga con el río Surá y los ríos Vetluga y Juranga, así como pequeños grupos en Viatka y Riazán.
En la Crónica de Jordanes (siglo VI) ya se hablaba de los cheremises y en las crónicas árabes se los conoce como sarmis. En el siglo VIII fueron sometidos por los jázaros. Entre los siglos IX y XII desarrollaron la agricultura mediante la quema de bosques, complementada con la caza, la pesca, la artesanía y el comercio, siglos en los que cayeron bajo la influencia de la Bulgaria del Volga. Eran considerados un pueblo belicoso, ya que destruyeron la fortaleza de Kotelnich de la república de Nóvgorod. Por añadidura, todos los intentos de islamización llevados a cabo por los búlgaros o por los mongoles y tártaros fracasaron.
Entre 1220 y 1230 cayeron bajo el yugo de los kanes de Mongolia y más tarde bajo el de la Horda de Oro, pero esto no impidió que continuaran haciendo incursiones contra los chuvasios, los udmurtos y los mordvinos. Por otro lado, los maris del Vetluga, que vivían más al noroeste, permanecieron sometidos a los principados rusos, cosa que provocaría la aparición entre ellos de reyes títeres.

### Incorporación a Rusia
En el siglo XV pasaron a manos del janato de Kazán, que hizo todo lo posible por islamizarlos, una vez más, infructuosamente. Entre 1551 y 1552 fueron incorporados nominalmente al principado de Moscovia. No obstante, esta dominación provocó revueltas y luchas en los periodos 1552-1557, 1572-1574 y 1581-1584, motivo por el cual también fueron empujados hacia el oeste.
Los rusos construyeron algunas ciudades en su territorio en la segunda mitad del siglo XVII, como Kokshaisk, Kozmodemiansk y Tsarevokokshaisk. En 1609 asaltaron la fortaleza udmurta de Tzivilsk, y en 1663 fueron visitados por el europeo Adam Olearius, que en su descripción de su viaje dio datos acerca de su religión y modo de vida.
En el siglo XVIII los terratenientes rusos establecieron propiedades en territorio mari. Muchos de los maris, sin embargo, no estaban sometidos a servidumbre, sino al pago de un yasak al gobierno zarista, como todos los pueblos ocupados del Volga. Durante este periodo se intensificó la propaganda religiosa ortodoxa, pero aún hoy, su cristianización es bastante superficial, ya que todavía creen tanto en los kuda-vodys como en Jesucristo y en la Virgen, y a finales del siglo XIX los chi-mari (los más orientales) aún eran animistas. Además, su territorio fue dividido entre las guberniyas de Kazán, Viatka y Nizhni Nóvgorod.
Los campesinos maris tomaron parte en las revueltas campesinas de Iván Bolótnikov a principios del siglo XVII, en la del cosaco Stenka Razin de 1670-1671 y en la revuelta de Pugachov, de 1773 a 1775. Como consecuencia, los campesinos rusos fueron animados a establecerse en las tierras maris, que se convirtieron en propiedad del Estado.
A finales del siglo XVIII se desarrollaron rápidamente las manufacturas y los textiles. Las primeras fábricas, que utilizaban trabajadores asalariados y pripisnye krestiane (campesinos del estado, "asignados" a una empresa particular) se fundaron en este periodo. El comercio con las ciudades del Volga de grano, mantequilla, cuero y miel promovió la transformación económica de la región.
Los campesinos fueron divididos en tres categorías: campesinos del estado, que pagaban formalmente el yasak, campesinos de los monasterios y campesinos propietarios. Una proporción considerable de la tierra era propiedad de los monasterios y de los grandes propietarios. Se mantuvo el sistema de cultivo de tres campos, y la creciente demanda de cereales en el mercado facilitó la expansión económica del sector terrateniente y un incremento de las servidumbres.
Durante la primera mitad del siglo XIX se incrementaron tanto el número de empresarios como el uso de trabajadores asalariados. Al mismo tiempo, en 1775 apareció la primera gramática mari, cosa que facilitaría, en 1803, la traducción del catecismo, y en 1821, la de los Evangelios. La lengua, además fue estudiada por el filólogo finlandés Matthias Castrén, que elaboraría Elementa gramaticae tcheremissae (1845), que contribuiría al posterior desarrollo de la literatura mari. Además, hacia 1870 fue creada la religión sintética Kuga sorta ("Gran cirio"), que mezclaba elementos animistas y cristianos, y que se desarrolló en un momento de fuerte inmigración rusa, urbanización y rusificación cultural.
Las reformas que liberaron a los siervos campesinos en 1866 crearon las condiciones para el desarrollo del capitalismo, tanto agrícola como industrial. Esto acentuó las diferencias entre los campesinos propietarios y los no propietarios. Durante el periodo 1880-1890, dos terceras partes de las granjas eran propiedad de campesinos pobres. Las carpinterías y los aserraderos llegarían a emplear a 17.000 trabajadores temporales, y durante el periodo se creó un dique seco, tres plantas fabricadoras de vidrio y destilerías de vino. En 1913 había 47 empresas industriales en el país mari.
En 1899 se organizó en Yurino el primer círculo marxista, creado por el maestro de escuela K.I. Kazatkin, y para 1905 se habían formado círculos socialdemócratas en Yurino, Kozmodemiansk Urzhuma y Cheboksary. Durante la revolución de 1905-1907 se produjeron revueltas de obreros y de campesinos en Yurino y Zvenigovo, así como en tierras vecinas. En ese mismo tiempo algunos maris adoptarían el islam como religión por influencia de tártaros y bashkires, por lo que acabarían siendo asimilados por estos.

## Demografía

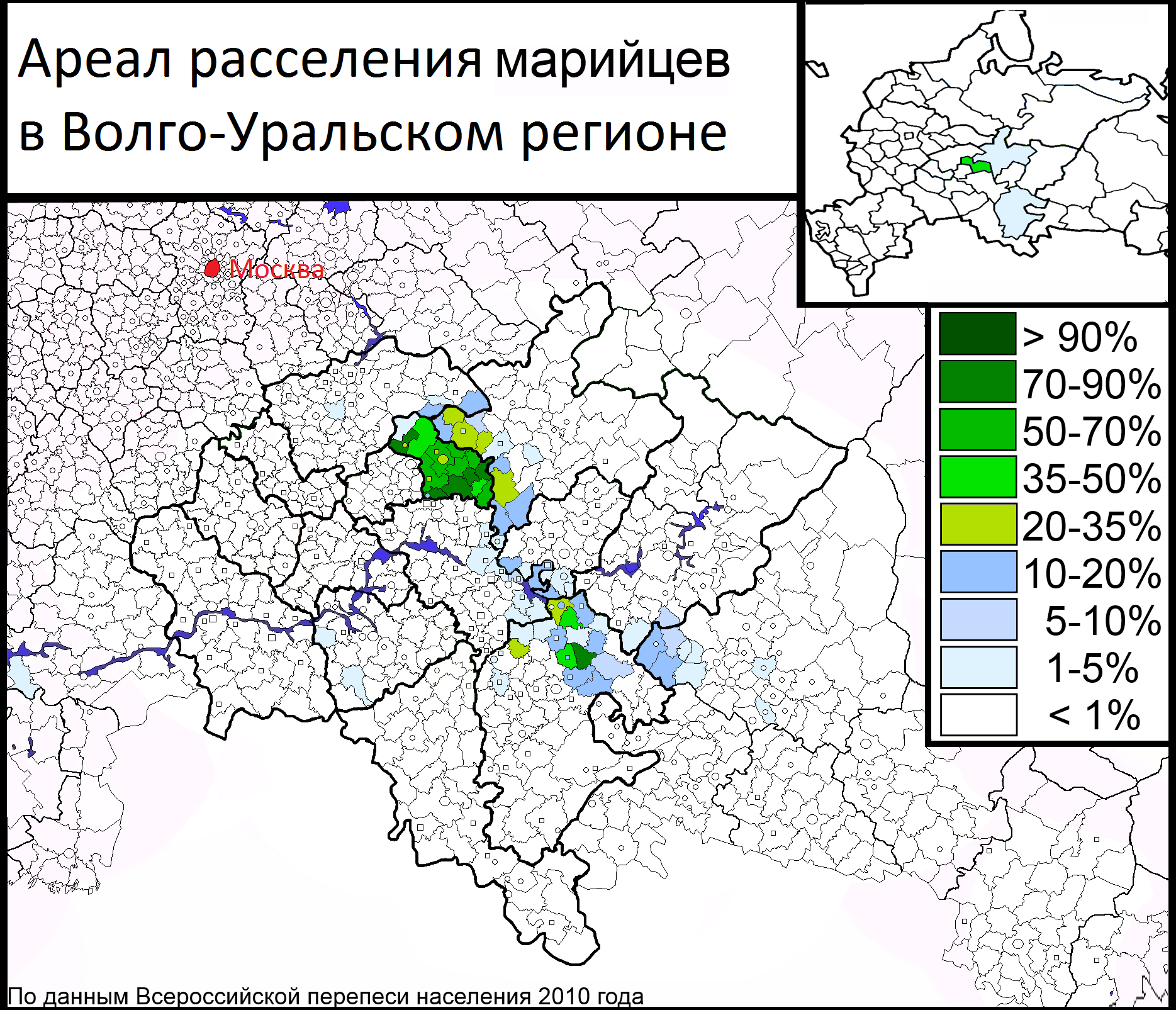
Distribución de los maris en la región de Idel-Ural

El total de población mari era de 670.900 (1989), 324.400 de los cuales habitan en Mari-El, 105.000 en Baskortostán, 44.500 en el óblast de Kírov, 31.300 en el óblast de Sverdlovsk y 19.500 en el Tataristán. La región que incluye la república de Mari El y partes del óblast de Nizhni Nóvgorod, el óblast de Kostromá y el óblast de Kírov se conoce como Marimlandia.
La concentración más alta de maris se encuentra en Yoshkar-Olá (en mari: Йошкар-Ола, lit. 'ciudad roja/bonita'), donde también hay un museo de historia de los maris. En el censo ruso de 2002, 604.298 personas se identificaron como maris; de las cuales 18.515 especificaron que eran maris de las colinas y 56.119 como maris orientales. 
A diferencia de otras etnias de la antigua Unión Soviética, los maris se concentran principalmente en las áreas rurales (el 60%), donde mantienen sus tradiciones y folklore, similar a las de otros pueblos del mismo origen del alrededor, incluso de los que no viven en la república.

## Idioma
Los mari tienen su propio idioma, también llamado mari, que es miembro de la familia de lenguas urálicas. Se escribe con una versión modificada del alfabeto cirílico y en el censo de 2002, 451.033 personas informaron hablar el idioma mari. Los lingüistas de hoy distinguen cuatro dialectos diferentes, que no son todos mutuamente inteligibles: 
- Mari de las colinas (en mari: мары йӹлмӹ), concentrado principalmente a lo largo de la orilla derecha del Volga.
- Mari de las praderas (en mari: марий йылме), hablado en las regiones bajas de los ríos Málaya Kokshaga y Volga, que incluye la ciudad de Yoshkar-Olá.
- Mari oriental, hablado al este del río Viatka en Baskortostán, Tartaristán y Udmurtia.
- Mari del noreste (en mari: маре йӹлмӹ) en el suroeste del óblast de Kírov y el noreste del óblast de Nizhni Nóvgorod.

## Genética
La osteopetrosis afecta a 1 recién nacido de cada 20.000-250.000 en todo el mundo, pero las probabilidades son mucho mayores en la república de Mari-El, con 1 de cada 14.000 recién nacidos afectados.

## Cultura

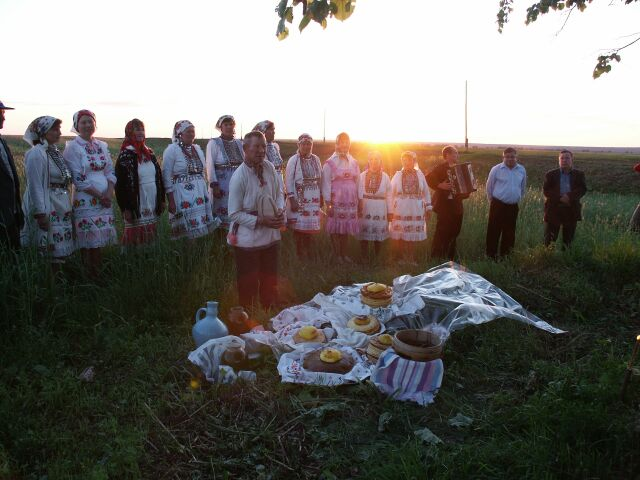
Celebración del semyk de los maris (2002).

La asociación Mari Ushem ("Unión Mari") tiene la intención de recoger a todos los maris de la diáspora y mantener relaciones con otros pueblos ugrofineses.

### Religión
Los maris ha practicado tradicionalmente una fe chamánica que conectaba estrechamente al individuo con la naturaleza. Según esas creencias, la naturaleza ejerce una influencia sobre las personas. La naturaleza es vista como un ser sagrado, poderoso y vivo con el que las personas están completamente entrelazadas. La naturaleza también sirve como una fuente de bien absoluto que siempre ayuda a los humanos siempre que se abstengan de dañarla u oponerse a ella.
La religión mari también posee un panteón de dioses que residen en los cielos, el más importante de los cuales es conocido como el Gran Dios Blanco (en mari: Ош Кугу Юмо, lit. 'Osh Kugu Yumo'). Otros dioses menores incluyen el dios del fuego (en mari: Тул Юмо, lit. 'Tul Yumo') y el dios del viento (en mari: Мардеж Юмо, lit. 'Mardezh Yumo'). Los maris también creen en una serie de mitad hombres, mitad dioses llamados keremet (en mari: керемет) que viven en la tierra. El más venerado de ellos es Chumbulat (en mari: Чумбулат), o Chumbylat (en mari: Чумбылат), un líder y guerrero de renombre.
Los intentos de convertir a los maris al cristianismo comenzaron en el siglo XVI después de que su territorio se incorporara al Imperio ruso durante el reinado de Iván IV de Rusia. La presión para convertirse al cristianismo y adoptar la cultura rusa por parte de las autoridades zaristas en los siglos XVII y XVIII provocó una reacción violenta por parte de los maris cuando enfrentaron persecución para conformarse. Sin embargo, la adopción del cristianismo no fue universal, y muchos maris hoy en día todavía practican el paganismo en formas sincréticas. Si bien la mayoría de los maris hoy en día son miembros de la Iglesia ortodoxa rusa, los paganos todavía constituyen una minoría significativa del 25 al 40% de la población. Una pequeña minoría de alrededor de 22.700 personas o el 4,14% de la población mari en Rusia son seguidores del Islam.

## Personas ilustres
- Nina Makárova (1908–1976), compositora.